# Vapora
La vapora es una comida típica de Quillota en Chile.

## Origen
La vapora fue compañía de plato típico en el sector del matadero, desde allí surge su creación y ya desde inicios del siglo XX, era uno de los platos más consumidos en esta zona.

## Reconocimientos
El 18 de noviembre del 2021 la vapora fue nombrada Patrimonio Cultural Inmaterial de Quillota por la Municipalidad de la comuna.